# Kenneth S. Wherry

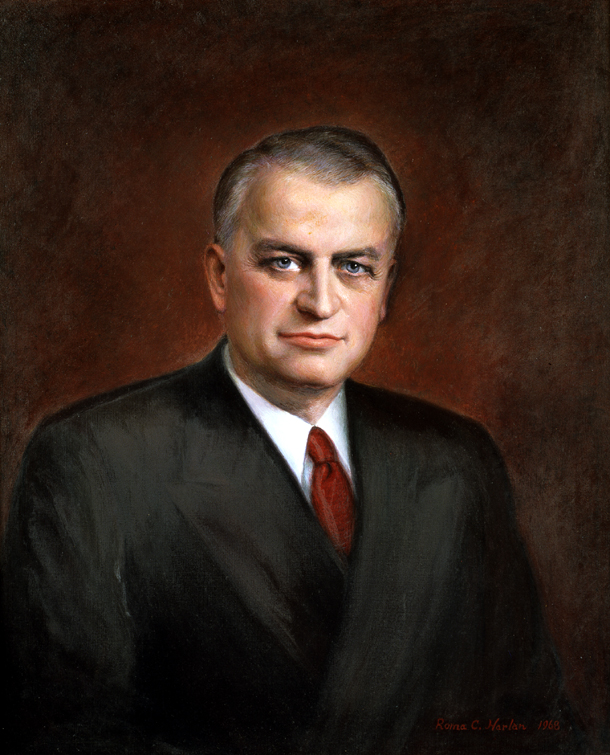
Kenneth S. Wherry

Kenneth Spicer Wherry (* 28. Februar 1892 in Liberty, Gage County, Nebraska; † 29. November 1951 in Washington, D.C.) war ein US-amerikanischer Politiker (Republikanische Partei), der den Bundesstaat Nebraska im US-Senat vertrat.
Kenneth Wherry begann nach dem Besuch der öffentlichen Schulen ein Studium an der University of Nebraska in Lincoln, das er 1914 abschloss. Von 1915 bis 1916 setzte er seine Ausbildung in Harvard fort, ehe er sich nach dem Eintritt der Vereinigten Staaten in den Ersten Weltkrieg dem Flying Corps der US Navy anschloss, in dem er von 1917 bis 1918 diente.
Nach dem Ende seiner Militärzeit betätigte Wherry sich auf verschiedenen Geschäftsfeldern. Er verkaufte Autos und Möbel, versuchte sich in der Viehzucht und studierte schließlich die Rechtswissenschaften, woraufhin er in die Anwaltskammer aufgenommen wurde und in Pawnee City zu praktizieren begann. In diesem Ort gehörte er auch von in den Jahren 1927 bis 1929 dem Stadtrat an; von 1929 bis 1931 sowie von 1938 bis 1943 amtierte er als Bürgermeister von Pawnee City. Zwischen 1929 und 1932 saß er außerdem im Senat von Nebraska.
1932 bewarb Wherry sich um das Amt des Gouverneurs von Nebraska. Er unterlag jedoch dem demokratischen Amtsinhaber Charles Bryan. Auch sein erster Versuch, in den US-Senat gewählt zu werden, blieb 1934 erfolglos. Im Jahr 1942 – zwischenzeitlich war er Direktor des Republican National Committee für den westlichen Bereich der Vereinigten Staaten geworden – unternahm er einen zweiten Anlauf und setzte sich diesmal gegen den langjährigen Amtsinhaber George W. Norris durch, den er am 3. Januar 1943 ablöste.
Im Senat fungierte Wherry von 1944 bis 1949 als Whip der republikanischen Fraktion. 1948 gelang ihm die Wiederwahl; danach wechselte er auf den Posten des Minority Leader, den er bis zu seinem Tod im Jahr 1951 innehatte. Zeitweise stand er auch dem Special Committee on Problems of Small Business vor. 1949 gelang es ihm, die Berufung von John A. Eddy an die US-Marineakademie sicherzustellen. der in der Folge wichtige Beiträge auf dem Gebiet der Astronomie und der Astrophysik leistete.